# Fritz Lenz
Fritz A. Lenz (Pflugrade, Poméranie, 9 mars 1887 – Göttingen, 6 juillet 1976) est un généticien allemand, membre du parti nazi et un spécialiste influent de l'eugénisme nazi.

## Biographie
Élève d'Alfred Ploetz, Lenz est responsable de la publication de la revue Archives de biologie raciale et sociale de 1913 à 1933 et est titulaire d'une chaire d'eugénisme à Munich à partir de 1923. En 1933, il s'établit à Berlin où est créé le premier établissement scientifique dédié à l'eugénisme, l'Institut Kaiser-Wilhelm d'anthropologie, d'hérédité humaine et d'eugénisme.
Lenz se spécialise dans le domaine de la transmission des maladies héréditaires et de la « santé raciale ». Le résultat de ses recherches est publié en 1921 puis en 1932, en collaboration avec Erwin Baur et Eugen Fischer : ces deux volumes sont réunis dans Théorie de l'hérédité humaine et hygiène raciale paru en 1936.
Ces travaux confèrent à Lenz et à ses collègues un rôle dirigeant dans l'élaboration des théories raciales : leurs idées donnent une justification scientifique à l'idéologie nazie, particulièrement à sa prédilection pour la supériorité de la race nordique et sa volonté d'éliminer les souches inférieures de l'humanité ou les vies qui ne valent pas d'être vécues— Lebensunwertes Leben —. Membre du comité d'experts pour la population et la politique raciale, Lenz rejoint le parti nazi en 1937, alors qu'il travaille à l'institut Kaiser-Wilhelm.
Après la Seconde Guerre mondiale Lenz poursuit sa carrière académique comme professeur de génétique à l'université de Göttingen. Questionné, Lenz estime que la Shoah a sapé l'étude de la génétique humaine et des théories raciales et continue à croire que les théories eugéniques de la différence entre les races ont été scientifiquement établies.

## Théories
Pour Lenz, la génétique humaine établit un lien entre l'identité raciale et la nature humaine, lien qui se traduit dans le caractère il étend cette conception aux affiliations politiques. Lenz affirme que le mouvement révolutionnaire de 1918 en Allemagne est causé par des éléments « racialement inférieurs » et avertit que ceux-ci menacent la supériorité raciale de la nation. Il proclame que « la nation allemande est le dernier refuge de la race nordique ». ce qui valide la politique raciale des nazis.
Il déclare à propos des Lois de Nuremberg :

« La filiation des individus est aussi importante que leur aspect pour leur évaluation : un Juif blond est aussi un Juif. Oui, il y a des Juifs qui ont la plupart des caractéristiques apparentes de la race nordique mais qui cependant présentent les tendances mentales juives. La législation de l'état national-socialiste a donc, à juste titre, défini les Juifs non en fonction de leurs caractéristiques raciales externes, mais sur la base de leur ascendance. »

Dans le même ordre d'idées, Lenz considère que les Slaves sont inférieurs aux peuples nordiques et qu'ils menacent de submerger le « peuple supérieur ». En 1940, il conseille à la SS de considérer le repeuplement à l'Est comme la tâche essentielle de la politique raciale qui déterminera le caractère racial des populations qui y vivent pour les siècles à venir.